# Roberto Luna
Roberto Luna, nome artístico de Valdemar Farias (Serraria, 1 de dezembro de 1929 - São Paulo, 26 de junho de 2022), foi um cantor brasileiro. Recebeu seu nome artístico do locutor Afrânio Rodrigues.
Tem no currículo mais de 60 LPs e ganhou vários prêmios importantes. Antes da fama, foi crooner de várias casas noturnas cariocas e um dos seus maiores sucessos, esta "Molambo" (que fez parte da trilha sonora da minissérie Hilda Furacão), "O Relógio" e a versão de "El dia que me Quieras".

## Biografia
Roberto trabalhou no teatro de revista e no final da década de 1940, foi crooner nas boates do Rio de Janeiro e estreou no rádio em 1951, no programa "Transatlântico Guanabara", da Rádio Guanabara. Trabalhou também na Rádio Globo.
Fez sucesso em 1952 com o bolero "Por quanto tempo" e o samba-canção "Linda" e no ano seguinte, gravou "Pode voltar" e "Minha casa é meu chapéu", além do sucesso "Hás de lembrar". Em 1953, participou dos programas "Caderno de Melodias", "Ciranda dos Bairros" e das "Audições Roberto Luna", todos na Rádio Clube. Gravou "Contigo" em 1954, um bolero, e o samba-canção "Você" e no ano seguinte, o bolero "Roga por nós", a valsa "Folhas soltas" e o samba-canção "Falsas palavras". O samba-canção "O pior dos homens" é de 1956, assim como o samba "Pois é...", de Ataulfo Alves, e o samba-canção "É tão tarde". Continuou gravando em 1957, com "Vergonha" e "Taberna", além do clássico samba-canção "Se todos fossem iguais a você", de Vinicius de Moraes e Tom Jobim. Em 1958, foi a vez de "Serenata do adeus", também de Vinicius, do samba-canção "Castigo", de Dolores Duran e do samba "Por causa de você", de Tom Jobim e Dolores Duran. No ano seguinte, começou gravando uma versão de Edith Piaf na balada "Hino do Amor", além disso, lançou o bolero "Arrependimento" e o samba canção "Longe de ti". A lista de sucessos continuou em 1960, quando lançou o samba-canção "Rotina" e a guarânia "Onde está o amor" e neste mesmo ano, compôs e gravou "Suplício da saudade" e, de Lupicínio Rodrigues, o samba-canção "Exemplo". Em 1961, gravou a seresta "Ninho antigo" e o samba-choro "Fingimento", além de lançar o LP "Adiós, pampa mia e outros tangos famosos" pela RGE. Dois anos depois, gravou o bolero "Falemos com ternura" e lançou o LP "Tangos famosos", que trazia "O dia em que me queiras" e "Cristal".
Em 1964, gravou "Os grandes sucessos de Roberto Luna" e no ano seguinte, "O Luna que eu gosto", com destaques para "Tudo é magnífico" e "Senhor saudade". Em 1968, participou do filme "O Bandido da Luz Vermelha", de Rogério Sganzerla.
Na década de 1970, já passado o auge, começou a apresentar-se em boates e em 1972, lançou, pela Chantecler, o LP "Roberto Luna", com a música "Gaivota e véu negro". Nos anos 1990, teve o repertório completo lançado pela RGE.